# منتزه روبرتو كليمنتي الحكومي
منتزه روبرتو كليمنتي الحكومي، تبلغ مساحته 25 أكر (10 ها)منتزه الدولة في موريس هايتس، برونكس، مدينة نيويورك. المنتزه المجاور لنهر هارلم،طريق ميجور ديغان السريع( الطريق السريع 87 )،ومحطة موريس هايتس على خط مترو نورث في هدسون.

## تاريخ
تم افتتاح منتزه روبرتو كليمنتي الحكومي الذي أطلق عليه في الأصل منتزه هارلم ريفر ستيت، في عام1973وكان أول منتزه في ولاية نيويورك يتم إنشاؤه في بيئة حضرية. تمت إعادة تسمية المنتزه في عام 1974 لروبرتو كليمنتي، أول أمريكي لاتيني يتم إدخاله في قاعة مشاهير البيسبول. قُتل كليمنتي في حادث تحطم طائرة أثناء محاولته مساعدة جهود الإغاثة بعد زلزال نيكاراغوا عام 1972.
يدار المنتزه من خلال شراكة بين مشروع ترميم نيويورك غير الربحي وإدارة الحدائق والمتنزهات في مدينة نيويورك

## وصف المنتزه
يوفر منتزه روبرتو كليمنتي الحكومي مبنى ترفيهيًا ومسبحًا وطاولات نزهة وملعبًا وبرامج ترفيهية وملاعب كرة وملاعب كرة سلة وركوب الدراجات ومتنزهًا على الواجهة البحرية. ويتصل هذه المنتزة بجسر بارك إلى جوارها

## روابط خارجية
- New York State Parks: Roberto Clemente State Park